# مشكاة المؤمن
مشكاة المؤمن محامية ومحاضرة عراقية. شغلت منصب وزيرة البيئة في الحكومة العراقية المؤقتة في عهد إياد علاوي للفترة (2004-2005)م. انتقلت إلى الولايات المتحدة بعد أن نجت من عدة محاولات اغتيال بسبب دعوتها لحقوق المرأة.

## سيرة شخصية
ولدت مشكاة المؤمن في بيروت، لبنان ولكنها انتقلت مع عائلتها إلى العراق. كان والدها محاضرًا في معهد الفنون الجميلة في بغداد. حصلت على درجتي الماجستير في الآداب والدكتوراه من جامعة بغداد. بدأت مشكاة مسيرتها المهنية كمحامية، كعضوة ومشرفة على مكتب رئيس نقابة المحامين العراقيين. في عام 2001، التحقت بكلية الحقوق في جامعة بغداد كمحاضرة، وهو منصب شغلته حتى عام 2004.
أسست شركة المؤمن وأصبحت مديرة منظمة المرأة والبيئة. كما كانت مديرة قضايا المرأة في مؤسسة العراق الحر.